# Симан-Диас
Симан-Диас (порт. Simão Dias)  —  муниципалитет в Бразилии, входит в штат Сержипи. Составная часть мезорегиона Сельскохозяйственный район штата Сержипи. Входит в экономико-статистический  микрорегион Тобиас-Баррету. Население составляет 40 225 человек на 2006 год. Занимает площадь 560,8 км². Плотность населения — 87,29 чел./км².

## История
Город основан в 1850 году.

## Статистика
- Валовой внутренний продукт на 2004 составляет 107.090.094,00 реалов (данные: Бразильский институт географии и статистики).
- Валовой внутренний продукт на душу населения на 2004 составляет 2.733,14 реалов (данные: Бразильский институт географии и статистики).
- Индекс развития человеческого потенциала на 2000 составляет 0,591 (данные: Программа развития ООН).

## География
Климат местности: полупустыня.